# Bandit Rock

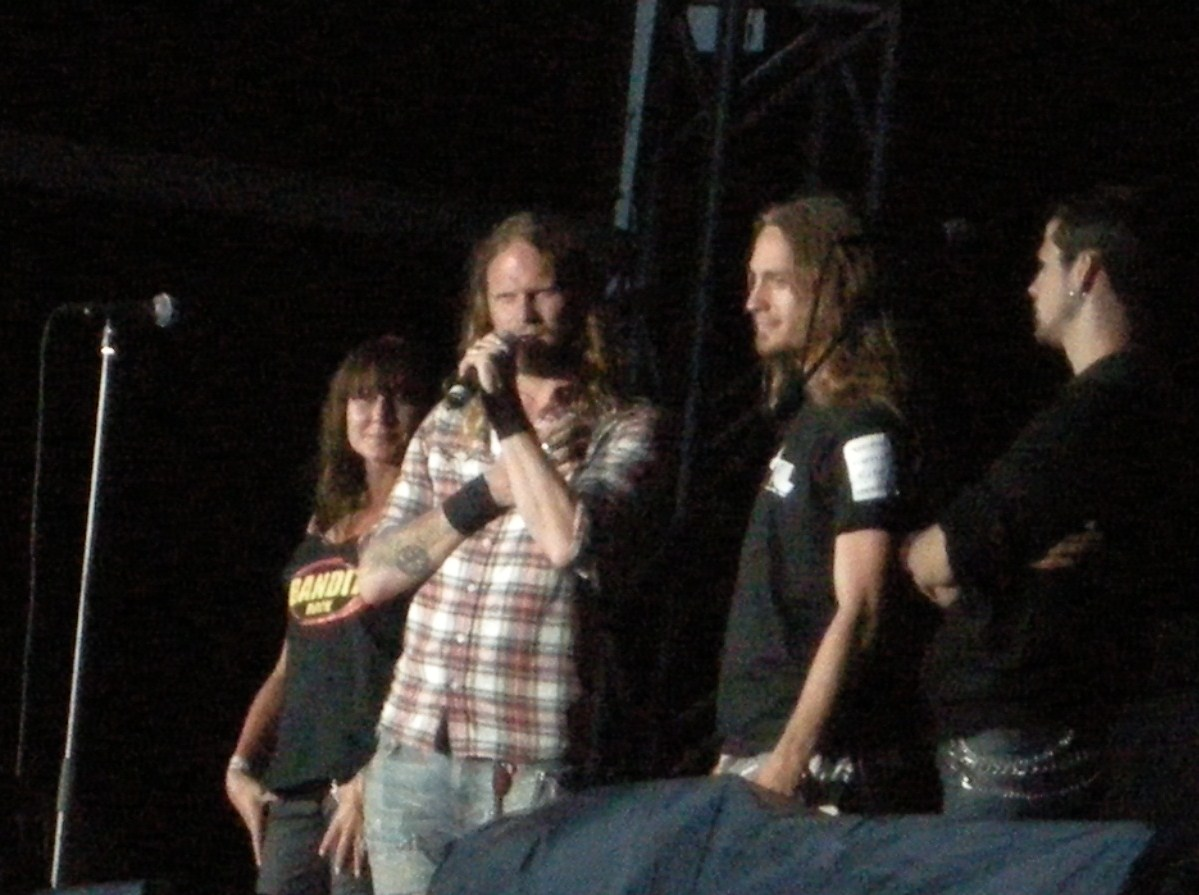
Die Crew des Senders Bandit Rock (2009)

Bandit Rock ist ein privater Hörfunksender aus Schweden, der zur Nordic Entertainment Group, einer Ausgründung der Modern Times Group, gehört. Die NENT Group betreibt Fernseh- und Hörfunksender in ganz Skandinavien. Sitz der Radiostation ist Stockholm.
Seit 2011 vergibt der Radiosender den Bandit Rock Award an national, sowie international bekannte Bands, Festivals und Newcomer-Bands. So gewannen Iron Maiden (Bester Internationaler Live-Act), Hardcore Superstar (Beste Schwedische Gruppe), Avenged Sevenfold (Beste Internationale Gruppe), In Flames (Bester Schwedischer Live-Act) und das Getaway Rock Festival. Für die Awards, die am 18. Februar 2012 stattfanden, waren 3 Doors Down und Seether bestätigt. Weitere Auftritte von Sabaton, Raubtier, Supercharger und Amaranthe werden während der gesamten Verleihung stattfinden.
Sendegebiet von Bandit Rock ist ganz Schweden.
Der Radiosender betreibt einen eigenen Online-Store.